# Загуж (гмина)
Загуж (пол. Zagórz) — городско-сельская гмина (волость) в Польше, входит как административная единица в Санокский повет, Подкарпатское воеводство. Население — 12 658 человек (на 2004 год).

## Демография
| Перепись                       | Всего   | Всего | Женщины | Женщины | Мужчины | Мужчины |
| ------------------------------ | ------- | ----- | ------- | ------- | ------- | ------- |
| Единицы                        | человек | %     | человек | %       | человек | %       |
| Население                      | 12 658  | 100   | 6408    | 50,6    | 6250    | 49,4    |
| Плотность населения (чел./км²) | 79,1    | 79,1  | 40      | 40      | 39,1    | 39,1    |

## Сельские округа
1. Чашин
2. Лукове
3. Мокре
4. Морохув
5. Ольхова
6. Пораж
7. Тарнава-Дольна
8. Тарнава-Гурна
9. Сьредне-Вельке
10. Захутынь
11. Кальница

## Соседние гмины
1. Гмина Балигруд
2. Гмина Буковско
3. Гмина Команьча
4. Гмина Леско
5. Гмина Санок
6. Санок